# Српска кухиња
Српска кухиња је хетерогена, иако су бурна историјска дешавања утицала и на исхрану народа, па тако сваки регион има своје специфичности и различитости. Може се рећи да су пресудни утицаји били византијско-грчки, дакле – медитерански, затим оријентални и аустроугарски. Спремање хране је саставни део српске традиције и културе. У Србији је уобичајено обедовање 3 пута дневно (доручак, ручак и вечера), уз напомену да је најважнији оброк доручак, док је најчешће најобимнији оброк – ручак.
Исхрана се поистовећује са уношењем хранљивих материја (конзумирање хране и пића), али у ширем смислу, представља уживање у трпези. Овај веома сложен процес, ствара оно што се назива »национална кухиња«, коју чине: избор намирница, њихово узгајање, припрема јела, амбијент у коме се храна сервира, као и начин како се сервира.
У српским селима назив за кухињу био је „кућа“, а централни део је било огњиште, које је представљало важно, култно место, поред кога се одигравао свакодневни живот, окупљала цела породица.
Седело се на дрвеним клупама, троношцима и столицама, посуђе је било дрвено и земљано, а у богатијим кућама и бакарно.
Хлеб се правио од житног или кукурузног брашна.

## Српска кухиња у прошлости
Развој националне кухиње можемо пратити од најранијих навика у исхрани које су део словенског наслеђа српског народа. Почетак националне кухиње везује се за династију Немањића и може се пратити током целог средњег века.
Византија као средиште цивилизације је имала велики утицај на културу тадашње Србије, жене које су се удавале за српске велможе су донеле културу облачења, хигијене и исхране.
Храна поприма другачији укус и изглед, на двору се једе чорба киселица, кавијар од моруне са Дунава, свежа риба са Јадранског мора, печење зачињено белим луком и мирисним зачинима.
Такође кувало се у „лубури“ (говеђи желудац или у кори од брезе) неколико сати изнад ватре-жара.
Прање руку пре оброка је било обавезно, бело платно преко стола је служило као столњак и као салвета за брисање руку.
Саставни део сваког оброка на двору је било рујно вино које је износио велики подрумар са својим пехарницима. Ова особа је имала велику улогу и била веома цењена од стране владара.
Велики хлебар је бринуо о складиштима брашна и квалитету хлеба, старао се да га има довољно и да се не расипа.
Кухиње на двору су увек биле измештене довољно далеко да мирис дима не смета у трпезаријама. Печено месо доношено је са ражња и по правилу се секло у трпезарији.
Нижа властела и обичан народ имали су прилику не само да виде свог господара како обедује већ и да пробају исту ту храну по његовом завршеном обеду. Овим чином се преносила култура на ниже слојеве који су ту традицију даље неговали и одржавали.

### Хлеб
Намирнице су биле биљног и животињског порекла. Најважнији је био хлеб, који се правио од пшенице, јечма, проса, овса, крупника (спелта) и сирака.
Да би се добио хлеб, жито се млело у малим, кућним, ручним жрвњевима, воденицама или млиновима. Најбољи хлеб се месио од пшенице, а лошијег квалитета је био јечмени, затим од оваса, који се углавном служио за исхрану коња. Најлошијег квалитета је био неукусни, црни хлеб од сирака који има крупно зрно и проса од кога се првенствено правила каша када би цело или самлевено зрно кували у води или млеку.
Хлеб се месио као погача са квасцем или од киселог теста. Пекао се на огњишту или у пећи. Поред хлеба и погаче постојао је и двопек, који се користио за путовања, будући да је могао дуго да стоји.
Такође се правила и пита, од развученог теста, испуњена сиром или месом.

### Намирнице биљног порекла
Осим хлеба у средњовековној Србији постојале су и друге намирнице биљног порекла.
Поврће се гајило у »вртовима«, који су се налазили око кућа. У ћириличким текстовима поврће се називало »зеље«, а то су били: купус, репа, тиква, бостан. »Љутим зељем« називани су лук и ротква. Гајиле су се и махунасте биљке попут сочива, боба, грашка, мака...
У средњовековној Србији гајило се и воће: крушке, трешње, вишње, јабуке, шљиве... У околини Призрена било је много дудињака. Дуд се гајио због свилене бубе.
Воће и поврће се продавало на пијацама, а нарочито у градовима. Воће се јело свеже или сушено.

### Намирнице животињског порекла
Од намирница животињског порекла — на првом месту било је месо, будући да је сточарство у Србији било веома развијено. Стока је била капитал народа, пошто није било много новца. У храстовим шумама свиње су храњене жиром. Гајиле су се и овце, говеда, коњи, козе, биволи, перната живина. Месо се продавало свеже или усољено (које је било скупље). У старим текстовима помиње се и сланина, коју је у исхрани користило као и свињску маст, већина становништва. Такође је значајан био и лој.
Током овог периода знало се и за месне прерађевине. Помињу се сланина, пршут и кобасице.
Доста се користило и месо од дивљачи. Ловиле су се дивље свиње, дивокозе, срне, јелени, зечеви, дивље патке, дивље гуске, јаребице, голубови.
Осим меса значајна намирница животињског порекла био је сир, у колутовима или комадима. Било је више врста сирева, млад, слатки или слани. Србија је била и велики извозник сира.
Млеко је била значајна намирница, која се чувала у дрвеним судовима. Такође се правило и кисело млеко.
Важан чинилац у исхрани била је и риба и то како речна тако и морска. Припремала се свежа и усољена (усољеном рибом се и трговало).

### Посластице
Током средњег века користио се мед.
Воће у меду је била једноставна и укусна посластица. Под утицајем Византијске културе, у мед се такође додавао орах и друго коштуњаво воће.
Гости у кућама су се увек дочекивали медом као знаком добродошлице; младенцима се давао мед да им живот буде сладак. Знало се и за шећер, али пошто је био изузетно скуп није био пуно заступљен у исхрани. Правиле су се (посебно у приморју) торте од сира као и врста слатких кобасица — маснице. Веома цењен је био марципан. Слаткиши су се служили на крају јела.

### Пића
Најважније пиће била је вода, коју је становништво прикупљало са извора или из бунара. Од алкохолних пића најзаступљеније је било вино, и то више црвено него бело, медовина, посебно у крајевима где није гајена винова лоза и пиво.
Медовина је старо словенско пиће које се није пило само у Србији, већ и у осталим балканским земљама, као и на северу.
Производња ракије путем дестилације се не помиње током средњег века. Овај обичај је настао касније. Србија је током периода под турском влашћу постала познати произвођач ракије, посебно шљивовице.

### Припрема хране током средњег века
Храна се припремала на масти, лоју или уљу. Уље се добијало од маслина. Добрим се сматрало светло уље. За сунцокрет се није знало. Сва храна је сољена. Током средњег века су доста коришћени и зачини, које су доносили трговци са Јадрана али и са Истока. Користили су се бибер, шафран, цимет, мирођија, каранфилић.
Ручак је називан обедом, вечера није била обавезна. Храна је припремана на огњишту изнад кога је висио котао. Справљана су кувана јела, али и од сировог, свежег поврћа, на пример зеља. Обедовало се за столом, на којима су били столњаци. Јело се из посуђа, код властеле и на двору је било од сребра, позлате и злата. Као прибор су коришћене кашике, виљушке и ножеви.

## Регионалне кухиње у Србији
Посебан квалитет богатој српској кухињи дају регионални специјалитети. Историја је често играла кључну улогу у обликовању регионалних кухиња свуда и у свету, па тако и у Србији. Кроз векове, различити народи сусрели су се кроз трговину, миграције и освајања, доносећи са собом нове састојке, зачине и кулинарске технике. Ови утицаји су током времена интегрисани у локалне кухиње, стварајући јединствен спој укуса и стилова. Регионалне кухиње последњих година имају значајну улогу у гастрономском туризму, како у свету, тако и у Србији. Тако је, на пример, Војводина позната по домаћој тестенини, хлебу и штрудлама, као и јелима од говедине и живине, Шумадија по пити и печењу, западна Србија по специјалитетима од димљеног меса Златибор и Златар по јагњетини и овчетини, источна Србија по питама, јагњетини и домаћем качамаку, Јужна Србија по јелима са роштиља и печењу.
Ипак, неки делови Србије се својим гастрономским специјалитетима издвајају, а то су првенствено мултинационалне средине у којима се култура исхране развијала под многим утицајима.
- Војвођанска кухиња – Основу из које је настала војвођанска кухиња одувек су представљале намирнице које су долазиле са војвођанских салаша. Бурни историјски догађаји и миграције становништва такође су оставили неизбрисив траг у кулинарству. Понекад се каже да је војвођанска кухиња мешавина севера, југа, истока и запада, како региона тако и Европе. Преко двадесетак нација које живе у Војводини дале су својеврстан печат јелима, како онима која се припремају у домаћинствима, тако и онима која се могу пробати у угоститељским објектима. Један од специјалитета, који се све ређе може наћи на војвођанској трпези, је жута супа од гушчијег меса. Уз кувано месо и поврће из супе служе се разни сосеви и пире или печени кромпир, што све заједно чини чувену комбинацију названу ринфлајш. Сосеви од парадајза, рена или мирођије служе се не само уз ринфлајш, него и уз печење. Мађарска кухиња има велики утицај на гастрономију Војводине. најпознатији примери су паприкаш и гулаш. Кувају се јако зачињени највише млевеном црвеном паприком, која у умереној количини подстиче варење и даје специфичан укус, без обзира са којим се месом јело спрема. Карактеристичан је такође и веома велики број јела од теста. Насуво је банатска ручно рађена тестенина, која се припрема са кромпиром, сиром или маком, а од воде у којој се тестенина кувала припрема се чорба од насува.[3] Међу јелима од теста познате су такође мекике, крофне, разне пите са сиром, разним воћем, поврћем и најпознатија међу њима бундевара, чувена штрудла с маком, вишњама, гомбоце са шљивама и друга. Први српски кувар, под називом Србски кувар, настао је управо у Војводини. Написао га је и објавио 1855. године јеромонах Јеротеј из Манастира Крушедол. .

- Санџачка кухиња – Специјалитети санџачке кухиње заузимају посебно место у богатој кулинарској традицији Србије. Гастрономски производи Новог Пазара и околине представљају важан део бошњачке културе, али и туристичке понуде овог краја. Санџачка кухиња развијала се од доласка Османлија на ове просторе и сачувана је захваљујући женама, домаћицама, које су их чувале и током векова преносиле с колена на колено,[4] а оне то чине и данас. Има многе карактеристике османске кухиње, чија традиција се наставила у турској кухињи,[5] али се од ње разликује јер се развила под утицајем локалне, мултинационалне и мултикултуралне средине. Нови Пазар је посебно познат по специфичним јелима која спајају традиционалне укусе оријенталне кухиње са локалним специјалитетима.[6] Традиционални новопазарски специјалитет – пазарске мантије, уврштене су 2012. године на листу нематеријалног културног наслеђа Србије.[7] Осим мантија, надалеко су чувени и пазарски ћевапи, али и обаруша, ђул пита,[8] као и бројни слаткиши, међу којима је више врста баклава (дивит баклава, севдиџан), гурабије, татлије, сулпита, кадаиф, зерде или ешкијаш, ђузлема и други.[4]

## Савремена српска кухиња

### Доручак
Доручак је уведен у српску исхрану у другој половини 19. века. Може се назвати и раним здравим оброком, за који се сервирају чај, млеко или кафа и тесто или хлеб са сланином, саламом, кобасицама, јајима или кајмаком.
Традиционална јела:
- различите врсте теста (са пуњењем од сира, џема, меса), као што су погачице, жужу, кифле, паштете, переце, бухтле, плетенице, штапићи.
- бурек
- качамак
- попара
- проја
- сендвичи (хлеб, бутер, мед или џем, кајмак...)
- јаја са сиром, кајгана од јаја, јаја са сланином или чварцима

### Хлеб, пецива и пите
Хлеб је један од основних састојака сваког оброка у Србији, може се чак рећи да има својеврстан ритуални карактер. Традиционални поздрав добродошлице је када се пред госта изнесе хлеб и со. Хлеб игра веома важну улогу и у религиозним ритуалима, чак се сматра и да је грех бацање ове намирнице, колико год дуго стајала.
У многобројним пекарама и радњама хлеб се најчешће продаје у векнама од 600 грама (бела векна), али је све популарнији и црни хлеб, затим грахам и хлеб од мешавина брашна од различитих житарица. Осим хлеба, важно место у српској кухињи заузимају и различите врсте пецива и пита.
Један облик хлеба свакако је и лепиња (или сомун), која је на просторе Балкана дошла са Османлијама и брзо постала традиционално јело. Данас се најчешће користи као варијанта брзе хране - пљескавица у лепињи, специјалитет југа Србије или "пет упола с луком" (ћевапа), специјалитет у Босни. Међу муслиманским становништвом сомун је део традиционалне ифтарске трпезе током празника Рамазана.

### Предјела
- пита
- поткозарска квргуша
- пихтије
- војвођански ролат са мозгом
- туршија

### Супе и чорбе
Постоје две главне врсте овог јела у српској кухињи: супа (стандардна супа) и чорба (супа са поврћем, парчићима меса...) У ово јело могу се додати резанци или кнедле. Рибља чорба или јагњећа чорба сматрају се деликатесом.
Најчешћа чорбаста јела:
- Пасуљ (српска чорба од пасуља)
- Чорба од сувог меса
- Чорба од јечма и сочива
- Чорба од зеља и сира
- Чорба од спанаћа, коприве или зеља
- Чорба од бораније
- Парадајз чорба
- Чорба од лука
- Љута кромпир чорба
- Чорба јајаруша
- Телећа чорба
- Рибља чорба
- Рибљи паприкаш

### Главна јела
У традиционална српска јела спадају јела са роштиља, која су веома популарна и чине главну понуду у већини ресторана. Често се спремају и као тзв. брза храна.
У ова јела спадају:
- Пљескавица
- Ћевапчићи
- Вешалица
- Кобасица
- Мешано месо
- Ражњићи

Остала веома популарна јела су:
- телећа глава у шкембету
- јагњећа сармица
- Пуњене паприке
- Гулаш
- Ђувеч
- Карађорђева шницла
- Мусака
- Мућкалица (јело)
- Паприкаш
- Бећар паприкаш
- Подварак
- Пребранац
- Пуњене тиквице
- Сарма

- Шкембићи
- Резанци са маком
- Свадбарски купус
- Ваљушци (флекице) од кромпира или купуса

Остала јела од меса:
- Чварци
- Сланина
- Пршута, печеница
- Крвавице
- Кулен
- Сремска кобасица
- Виршле
- Шваргла

### Салате
Салате у Србији углавном нису предјело, већ се служе уз главно јело.
- Ајвар
- Трљаница
- Љутеница
- Урнебес
- Српска салата
- Шопска салата
- Руска салата
- Кисели купус

- Кисели купус са паприком
- Урнебес
- Шопска салата
- Салата од руколе и матиловца
- Српска салата
- Ајвар

### Слаткиши
- Алва
- Баклава
- Бајадера
- Ванилице
- Васина торта
- Гурабија
- Добош торта
- Кадаиф
- Китникес
- Кнедле (Кнедле са шљивама — или Гомбоце у Банату)
- Компот
- Кремпита
- Крофне
- Лења пита
- Маковњача
- Москва шнит
- Обланде (Облатне)
- Ораснице
- Плазма торта
- Палачинке
- Принцес крофне
- Пита од вишања
- Реформ торта
- Салчићи
- Слатко
- Сува пита
- Сутлијаш
- Тулумбе
- Туфахије
- Урмашице
- Џем (џем и пекмез )
- Шампита
- Шненокле
- Штрудла

- Васина торта
- Кнедле
- Плазма торта
- Ораснице
- Баклава
- Слатко
- Лења пита
- Обланде
- Штрудла
- Туфахије
- Урмашице
- Ванилице
- Сува пита
- Бајадера (колач)
- Москва шнит

### Пиће
Безалкохолна пића, због обиља квалитетног воћа и извора минералне воде у Србији се производи велики број квалитетних сокова и газираних и негазираних минералних вода.
Карактеристично је и домаће пиће названо боза, које се прави од кукуруза и квасца.
Квас је такође безалкохолна замена за пиво.
У Србији је веома популарно пиће кафа, која се зове турска или црна. Иако мање популаран, чај се такође конзумира, као и јогурт и кефир.
Алкохолна пића су заступљена у српској кухињи, првенствено традиционална српска ракија — шљивовица. Такође је веома заступљена производња пива и вина.
Производе се ракије од различитог воћа (лековитих плодова и трава), па у српској кухињи постоје следеће врсте ракије:
- Шљивовице
- Лозоваче
- Виљамовке
- Јабуковаче
- Стомаклије
- Дуњеваче
- Клековаче
- Медоваче
- Кајсијеваче
- Боровњаче
- Линцуре
- Пелинковца
- Ораховача

- Клековача
- Шљивовица
- Шољица гранд каве

## Кувари српске кухиње
Прве записе који документују савремену српску кухињу објавио је Захарије Орфелин у свом делу Искусни подрумар. Прву праву књигу рецепата, Србски кувар издао је на славеносрпском 1855. Јеротеј Драгановић, јеромонах манастира Крушедола и лични кувар патријарха Јосифа Рајачића. Први кувар на народном језику – Велики српски кувар, издала је Катарина Поповић-Миџина 1878. године. Због популарности овај кувар је до 1930. доживео чак шест издања. Кулинарско издаваштво између два светска рата обележио је рад Спасеније Пате Марковић, уреднице Политике, чија је књига рецепата Мој кувар из 1939, касније названа Патин кувар, а после Другог светског рата објављивана као  Велики народни кувар. Од 1956. године, када је Велики народни кувар први пут објављен, па до почетка 21. века овај кувар доживео је двадесет четири издања.